# 니시센6조 정류장
니시센6조 정류장(일본어: 西線6条停留場, にしせんろくじょうていりゅうじょう)은 일본 홋카이도 삿포로시 주오구에 위치한 삿포로 시 교통국(삿포로 시영 전차) 야마하나니시 선의 정류장이다. 정류장 번호는 SC05이다.

## 역사
- 1931년 11월 23일:[1]노선 신설에 따라 "미나미6조니시 15초메"의 명칭으로 정류장 개업(단선).
- 1949년 7월 8일: "미나미6조"로 변경.
- 1951년 6월 28일: 복선화.
- 1958년 11월 15일: "니시센6조"로 변경
- 2015년 4월 1일: 정류장 번호 설정.

## 정류장 구조
2면 2선의 대향식 교차점을 사이로 북쪽에 스스키노 방면, 남쪽에 니시 4초메 방면 승강장이 있는 안전 지대가 설치되어 있다. 안전 지대에는 로드 히팅이 꾸며져, 역사가 설치되어 있다.

## 정류장 주변
- 주오구 니시 마을 센터
- 삿포로 미나미로쿠조 우체국
- 홋카이도 은행 니시센 지점
- 토코 스토어 니시센6조점
- 삿포로 드라그스토어 니시센점
- 다나카 내과 의원
- 기타호시가쿠인 여자 중・고등학교

## 인접역
| 삿포로 시 교통국 ● 삿포로 시영 전차 야마하나니시 선 | 삿포로 시 교통국 ● 삿포로 시영 전차 야마하나니시 선 | 삿포로 시 교통국 ● 삿포로 시영 전차 야마하나니시 선 |
| --------------------------------------------------- | --------------------------------------------------- | --------------------------------------------------- |
| SC04 니시 15초메 외선 순환                          | 시영 전철 운행 계통                                 | SC06 니시센9조 아사히야마 코엔도리 내선 순환        |